# 山百合
山百合（學名：Lilium auratum）又名天香百合、關東百合、筋百合、鎌倉百合、鳳來寺百合、多武峰百合，为百合科百合属的多年生草本植物，原产日本。

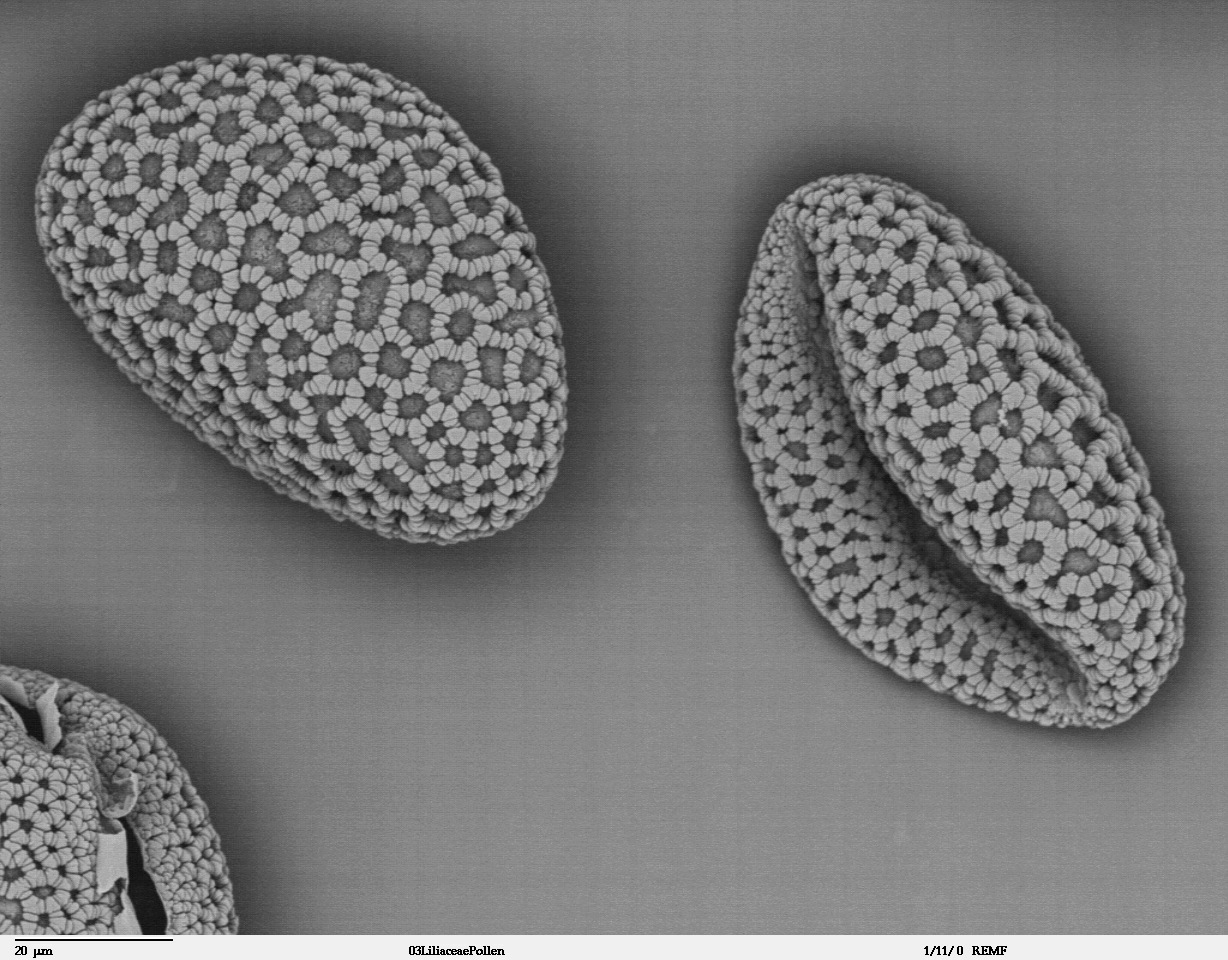
电子显微镜下的山百合花粉，大小为80μm×60μm

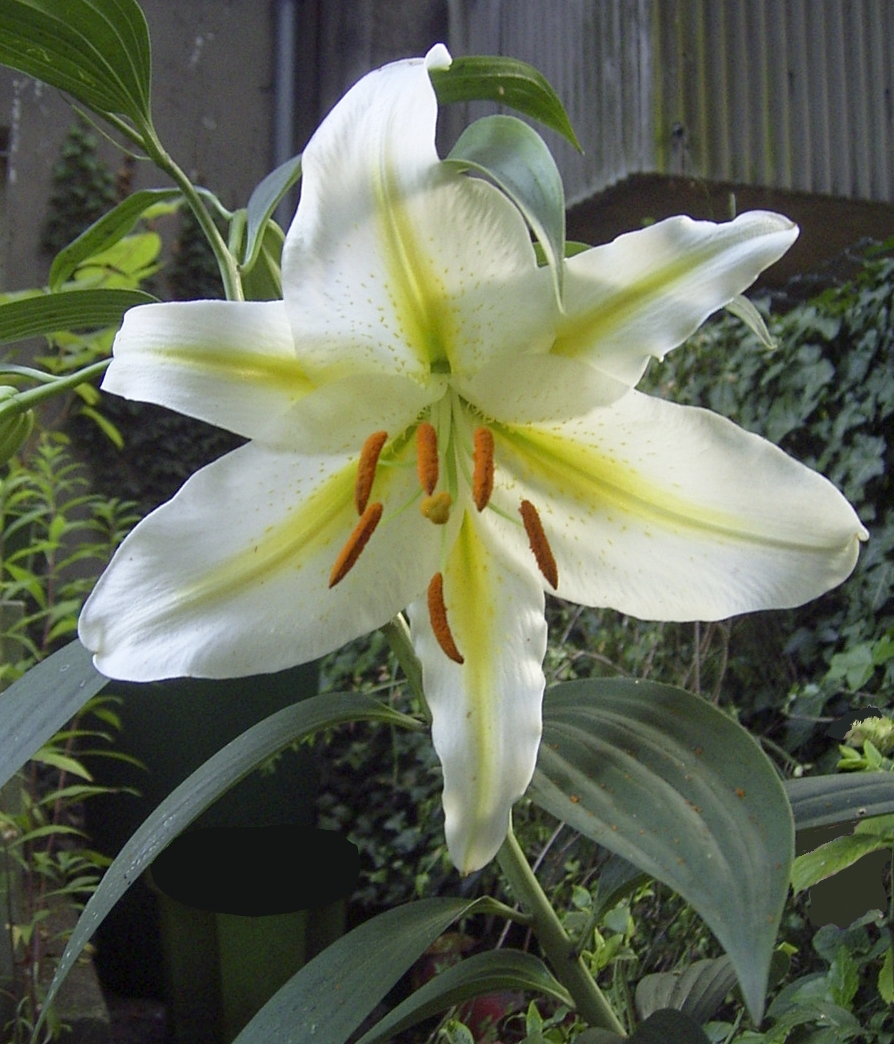
作百合

## 特征
鳞茎扁球形，最大直径可达10厘米，株高1－1.5米，在百合属中可以说是植株最大的一种，高度可达2.5（8英尺）。花洁白，花瓣有中心放射状金黄色脉纹，并密布有橙红色斑点。花极芬芳，单株可以开花达20朵，花期7－8月。

## 变种
- 山百合：叶片较窄，花被斑点显著。
- 作百合：叶片较宽，花被斑点不显著或没有斑点。[3]此变种常用於繁殖以及培育现代的各种绚丽优质的栽培种。

## 栽培
这种百合在素土以及酸性土中都能良好生长，而过於肥沃或施肥过量的土壤会使植株枯萎。用於埋入鳞茎的坑洞的深度和直径应是鳞茎的三倍大小，且土壤需排水良好。栽培植株的最佳地点应是能使地上部分能得到充足阳光，而鳞茎和基部能得到充分荫庇的地点。
这种百合可以利用种子栽培，但如果要快速培育则需利用鳞片进行大规模繁殖。其寿命为3－4年，远远短於其后代，因此对於园艺工作者来说其繁殖工作十分重要。